# NamX

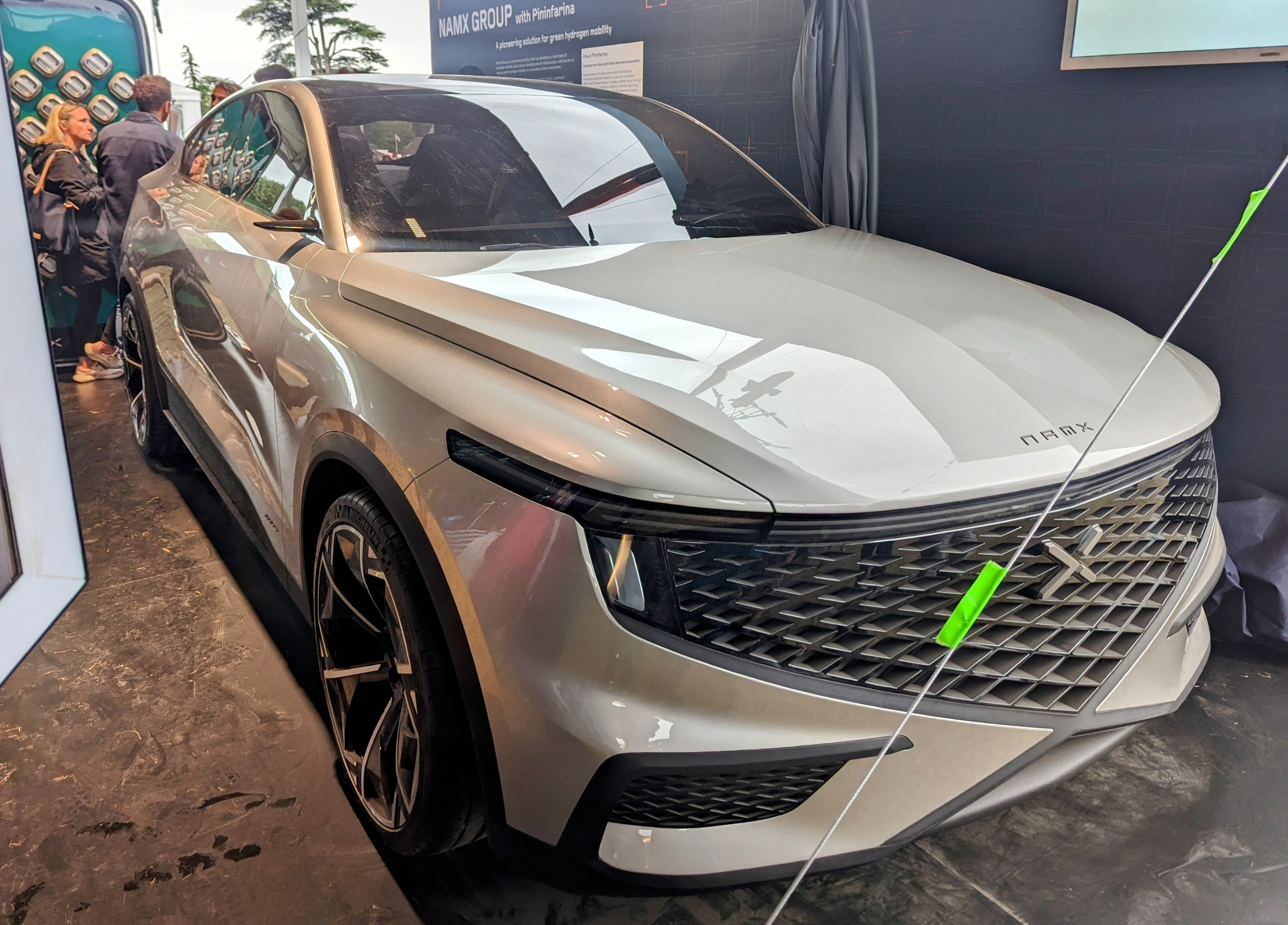
NamX HUV

NamX – francuski startup planujący produkcję wodorowych SUV-ów z siedzibą w Asnières-sur-Seine działający od 2017 roku.

## Historia
W maju 2022 startup NamX ogłosił pierwsze informacje na temat rozwijanego przez siebie projektu SUV-a o hybrydowym napędzie, którego stylizację opracowało włoskie studio Pininfarina. Powstałe w 2017 roku z inicjatywy marokańskiego przedsiębiorcy Faouziego Annajaha i francuskiego projektanta Thomasa de Lussaca, NamX przedstawiło fizyczny prototyp swojego pierwszego pojazdu w październiku 2022 podczas międzynarodowych targów Paris Motor Show. Proces rozwojowy rozpoczęto tuż po utworzeniu firmy w 2018 roku, czego rezultatem zostało studium HUV. NamX HUV przyjął postać dużego SUV-a Coupe z nietypową koncepcją zasilania wodorem. Producent zasotoswał 6 modułów w kształcie butelek umieszczonych na wysokości tylnego zderzaka, które można wyjmować na te zapełnione. Startup zabezpieczył patent na takie rozwiązanie. Studyjne NamX HUV ma docelowo wyewoluować w produkcyjny samochód, którego premiera oraz początek produkcji wyznaczone zostały na 2025 rok uwzględniając dwa główne warianty wyposażenia.

## Modele samochodów

### Studyjne
- NamX HUV (2022)